# Kaldenbroek (gebied)
Kaldenbroek is een laaggelegen natuurgebied van ongeveer 90 ha dat net op de grens van Grubbenvorst en Lottum ligt in de provincie Limburg. Het is een verlande oude Maasmeander. Bossen van elzen, berken en populieren wisselen af met schrale graslanden. Door het gebied vloeit de Molenbeek die samen met de Siebersbeek even ten zuiden van Lottum in de Maas uitmondt. 
Het domein is samen met (een deel van) het Kasteel Kaldenbroek eigendom van Het Limburgs Landschap. 
Aan de noordwestkant van Kaldenbroek was een urnenveld en hier heeft men in 1852, bij ontginningen, 27 urnen opgegraven, waarbij de site echter werd vernietigd. In het gebied ligt ook een schans. De Houthuizer Molen bevindt zich nabij het gebied, evenals de resten van Kasteel Kaldenbroek.
Het is een mooi rustig gebied, waar men nog bijzondere planten en dieren tegenkomt. De VNeL werkgroep voert er beheeractiviteiten uit voor Het Limburgs Landschap. De Vogelwerkgroep volgt hier in het kader van het Broedvogelmonitoringproject (BMP) de vogelstand.
Er bevinden zich elzen- en berkenbroekbossen en vochtige graslanden. Tot de flora behoren: dotterbloem, elzenzegge, slangenwortel, grote ratelaar, beekpunge en klein glidkruid. Waterplanten in de Molenbeek zijn waterviolier, duizendknoopfonteinkruid en klimopwaterranonkel. Goudvink en grasmus zijn typerende vogels.